# أحمد بن سودة
أحمد بن سودة (1920 - 26 أبريل 2008) سياسي مغربي،

## حياته
شارك في الحركة القومية والعمل الوطني الممهد لاستقلال المغرب، ومؤسس جريدة الرأي العام سنة 1947، ووزير الشبيبة والرياضة بعد استقلال المملكة المغربية، ثم عامل إقليم الرباط، ثم مدير الإذاعة والتلفزة ثم سفير المغرب في لبنان ثم مدير الديوان الملكي المغربي، ومستشار الملك الحسن الثاني، الذي عيّنه أول عامل على الصحراء، فكان أحمد بن سودة هو الذي أنزل العلم الإسباني من فوق مقر الحكم الإسباني العسكري الاستعماري، وله قصائد شعر، نُشرت في صحف ومجلات.

## وفاته
توفي بتاريخ 26 أبريل 2008 بالرباط